# Hobart, Indiana
Hobart är en stad (city) i Lake County, i delstaten Indiana, USA. Enligt United States Census Bureau har staden en folkmängd på 29 031 invånare (2011) och en landarea på 68,2 km².